# شاولين سوكر
شاولن سوكر (بالصينية: 少林足球)، هي فيلم من هونغ كونغ الصينية، أنتج عام 2001 كتبه وأخرجه ستيفن تشو وهو أيضا احتل دور البطل.

## القصة
سينغ هو سيد كونغ فو يود لعب الكرة

## وصلات خارجية
- شاولين سوكر على موقع IMDb (الإنجليزية)
- شاولين سوكر على موقع ميتاكريتيك (الإنجليزية)
- شاولين سوكر على موقع روتن توميتوز (الإنجليزية)
- شاولين سوكر على موقع نتفليكس (الإنجليزية)
- شاولين سوكر على موقع ألو سيني (الفرنسية)
- شاولين سوكر على موقع Turner Classic Movies (الإنجليزية)
- شاولين سوكر على موقع أول موفي (الإنجليزية)
- شاولين سوكر على موقع بوكس أوفيس موجو (الإنجليزية)
- شاولين سوكر على موقع فيلمافينيتي (الإسبانية)
- شاولين سوكر على موقع قاعدة بيانات الأفلام السويدية (السويدية)